# Puchar Interkontynentalny w Lekkoatletyce 2018 – bieg na 3000 m z przeszkodami kobiet
Bieg na 3000 metrów z przeszkodami kobiet – jedna z konkurencji biegowych rozgrywana w ramach lekkoatletycznyego pucharu interkontynentalnego na Stadionie miejskim w Ostrawie-Witkowicach.

## Terminarz
Źródło: worldathletics.org.
| Data       | Godzina |
| ---------- | ------- |
| 9 września | 16:10   |

## Rekordy
Tabela prezentuje rekord świata, rekord pucharu interkontynentalnego, rekordy kontynentów oraz najlepszy wynik na listach światowych w sezonie 2018 przed rozpoczęciem mistrzostw.
|                                     | Zawodniczka              | Wynik   | Miejsce     | Data                  |
| ----------------------------------- | ------------------------ | ------- | ----------- | --------------------- |
| Rekord świata                       | Beatrice Chepkoech       | 8:44,32 | Monako      | 20 lipca 2018(dts)    |
| Listy światowe                      | Beatrice Chepkoech       | 8:44,32 | Monako      | 20 lipca 2018(dts)    |
| Rekord pucharu interkontynentalnego | Julija Zarudniewa        | 9:25,46 | Split       | 5 września 2010(dts)  |
| Rekord Afryki                       | Beatrice Chepkoech       | 8:44,32 | Monako      | 20 lipca 2018(dts)    |
| Rekord Azji                         | Ruth Jebet               | 8:52,78 | Saint-Denis | 27 sierpnia 2016(dts) |
| Rekord Ameryki Północnej            | Courtney Frerichs        | 9:00,85 | Monako      | 20 lipca 2018(dts)    |
| Rekord Ameryki Południowej          | Belén Casetta            | 9:25,99 | Londyn      | 11 sierpnia 2017(dts) |
| Rekord Europy                       | Gulnara Samitowa-Gałkina | 8:58,81 | Pekin       | 17 sierpnia 2008(dts) |
| Rekord Australii i Oceanii          | Genevieve Lacaze         | 9:14,28 | Saint-Denis | 27 sierpnia 2016(dts) |

## Rezultaty
Źródło: worldathletics.org.
| Pozycja | Zawodniczka              | Drużyna        | Czas    | Punkty | Uwagi |
| ------- | ------------------------ | -------------- | ------- | ------ | ----- |
| 1.      | Beatrice Chepkoech       | Afryka         | 9:07,92 | 0      | CR    |
| 2.      | Courtney Frerichs        | Ameryka        | 9:15,22 | 7      |       |
| 3.      | Winfred Yavi             | Azja i Oceania | 9:17,86 | 6      |       |
| 4.      | Anna Emilie Møller       | Europa         | 9:42,57 | 5      |       |
| 5.      | Aisha Praught            | Ameryka        | DNF     | 4      | ELI4  |
| 6.      | Ophélie Claude-Boxberger | Europa         | DNF     | 3      | ELI3  |
| 7.      | Sudha Singh              | Azja i Oceania | DNF     | 2      | ELI1  |
| –       | Woynshet Ansa            | Afryka         | DSQ     | 0      | 125.5 |

## Klasyfikacja drużynowa
Źródło:
| Miejsce | Drużyna        | Punkty indywidualne | Punkty drużynowe |
| ------- | -------------- | ------------------- | ---------------- |
| 1.      | Ameryka        | 11                  | 8                |
| 2.      | Europa         | 8                   | 5                |
| 2.      | Azja i Oceania | 8                   | 5                |
| 4.      | Afryka         | 0                   | 0                |